# Jan Legierski (ur. 1952)

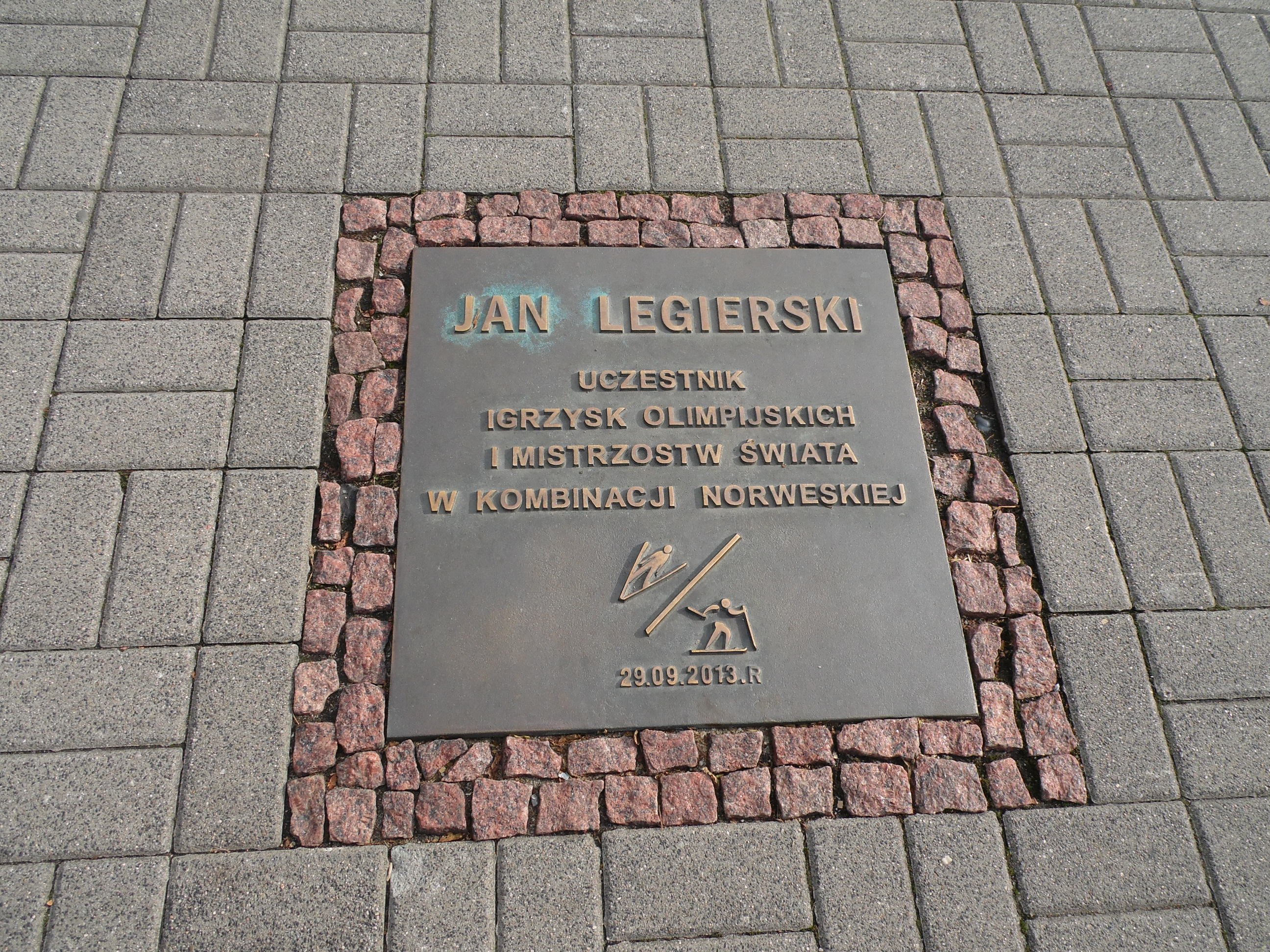
Tablica w Alei Gwiazd Sportu w Wiśle

Jan Legierski (ur. 10 marca 1952 w Istebnej) – polski kombinator norweski, olimpijczyk, zawodnik klubów ROW Rybnik i Olimpii Goleszów.

## Kariera
Jan Legierski reprezentował najpierw barwy klubu ROW Koniaków (lata 1965-1980), a następnie Olimpii Goleszów (lata 1980-1983). Należał do czołówki kombinatorów norweskich w latach 70. XX wieku. Jako junior dwukrotnie został wicemistrzem Europy w latach 1971 i 1972. W 1980 został mistrzem Polski w kombinacji norweskiej, a trzy lata później także w sztafecie biegowej 4x10 km. Trzykrotnie wywalczył tytuł wicemistrza Polski - dwukrotnie w kombinacji norweskiej (lata 1974-1975) oraz w biegu na dystansie 15 km w 1974.
Na mistrzostwach świata w Falun w 1974 zajął siódme miejsce, podczas tych zawodów osiągając najlepszy wynik na trasie biegu. W sezonie 1973/1974 był sklasyfikowany jako trzeci najlepszy kombinator na świecie. Dwa lata później, podczas igrzysk olimpijskich w Innsbrucku zajął 18. miejsce, a na igrzyskach olimpijskich w Lake Placid w 1980 był dziesiąty.
Po zakończeniu kariery sportowej rozpoczął pracę trenera.
W 2013 r. odsłonięto pamiątkową tablicę Jana Legierskiego w Alei Gwiazd Sportu w Wiśle.

## Osiągnięcia

### Igrzyska olimpijskie
| Miejsce | Dzień     | Rok  | Miejscowość | Konkurencja              | Wynik zwycięzcy | Strata      | Zwycięzca      |
| ------- | --------- | ---- | ----------- | ------------------------ | --------------- | ----------- | -------------- |
| 18.     | 9 lutego  | 1976 | Innsbruck   | Indywidualnie K-90/15 km | 423.39 pkt      | -32.31 pkt  | Ulrich Wehling |
| 10.     | 19 lutego | 1980 | Lake Placid | Indywidualnie K-90/15 km | 432.200 pkt     | -31.270 pkt | Ulrich Wehling |

### Mistrzostwa świata
| Miejsce | Dzień     | Rok  | Miejscowość | Konkurencja              | Wynik zwycięzcy | Strata     | Zwycięzca      |
| ------- | --------- | ---- | ----------- | ------------------------ | --------------- | ---------- | -------------- |
| 7.      | 19 lutego | 1974 | Falun       | Indywidualnie K-90/15 km | 421.14 pkt      | -18.04 pkt | Ulrich Wehling |

### Mistrzostwa świata juniorów
| Miejsce | Dzień     | Rok  | Miejscowość | Konkurencja   | Wynik zwycięzcy | Strata | Zwycięzca      |
| ------- | --------- | ---- | ----------- | ------------- | --------------- | ------ | -------------- |
| 2.      | 6 lutego  | 1971 | Nesselwang  | Indywidualnie | ?               | -      | Ulrich Wehling |
| 2.      | 26 lutego | 1969 | Tarvisio    | Indywidualnie | ?               | -      | Farit Zakirow  |